# Кувинский район
Кувинский район (тума́н; узб. Quva tumani / Қува тумани) — район, самый восточный район Ферганской области Узбекистана. Административный центр — город Кува.

## История
Район был образован в составе Узбекской ССР 29 сентября 1926 года. Позднее был упразднён, а 10 февраля 1939 года восстановлен (в его состав вошли 10 сельсоветов Ленинского района и 1 сельсовет Ташлакского района). Райцентром стал кишлак, а ныне город Кува, возникший на месте древнего буддистского, а затем мусульманского центра Куба.

## География
Общая площадь района составляет 437 км². На западе и юго-западе граничит с Ферганским, на северо-западе — с Ташлакским районами Ферганской области, на севере — с Бозским, на востоке — с Мархаматским районами Андижанской области Узбекистана, на юге и юго-востоке — с Ошской областью Кыргызстана.

## Население
По плотности населения район превышает средний показатель по республике. Население в 2004 году составляло около 186 400 человек (62,58 % от общего числа жителей — женщины).
Среди национальностей большую часть составляют узбеки, есть небольшие группы русских и киргизов. Число жителей увеличивается в среднем на 1,0—1,2 % в год, что значительно ниже, чем в советское время (3,0—3,5 %).
Однако, учитывая очень высокую (450 и более чел./км²) плотность населения района и его преимущественно сельскую специализацию, даже средние темпы роста численности населения усугубляют проблемы водоснабжения и поддержания достойного уровня жизни его населения.

## Экономика
Традиционное занятие населения — подсобное сельское хозяйство (орошаемое огородничество), а также садоводство. Из промышленно-ориентированных отраслей сельского хозяйства традиционно выделяются шелководство и хлопководство.